# Cratere Nastya
Nastya  è un cratere sulla superficie di Venere.